# Nagykomlós község
Nagykomlós község (románul: Comuna Comloșu Mare) község Temes megyében, Romániában. Központja Nagykomlós, beosztott falvai Kiskomlós, Kunszőllős.

## Népessége
A 2011-es népszámlálás adatai alapján a község népessége 4737 fő volt.